# بارکلیز

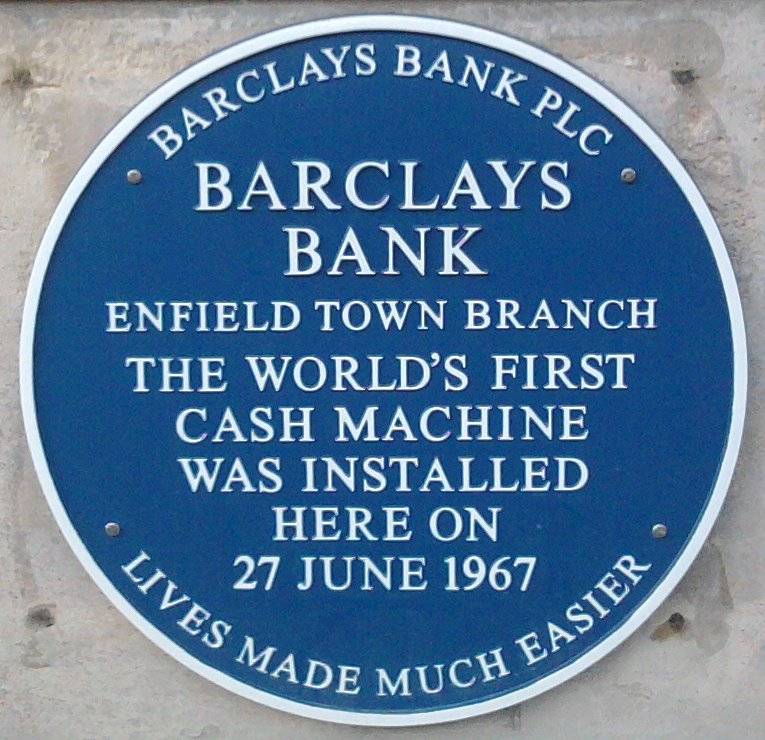
بانک بارکلیز اولین بانک و مؤسسه مالی در جهان بود که برای نخستین‌بار از دستگاه‌های خودپرداز استفاده کرد. اولین خودپرداز جهان در تاریخ ۲۷ ژوئن ۱۹۶۷ میلادی، در یکی از شعبات بانک بارکلیز در شهر انفیلد تاون در شمال لندن نصب شد.

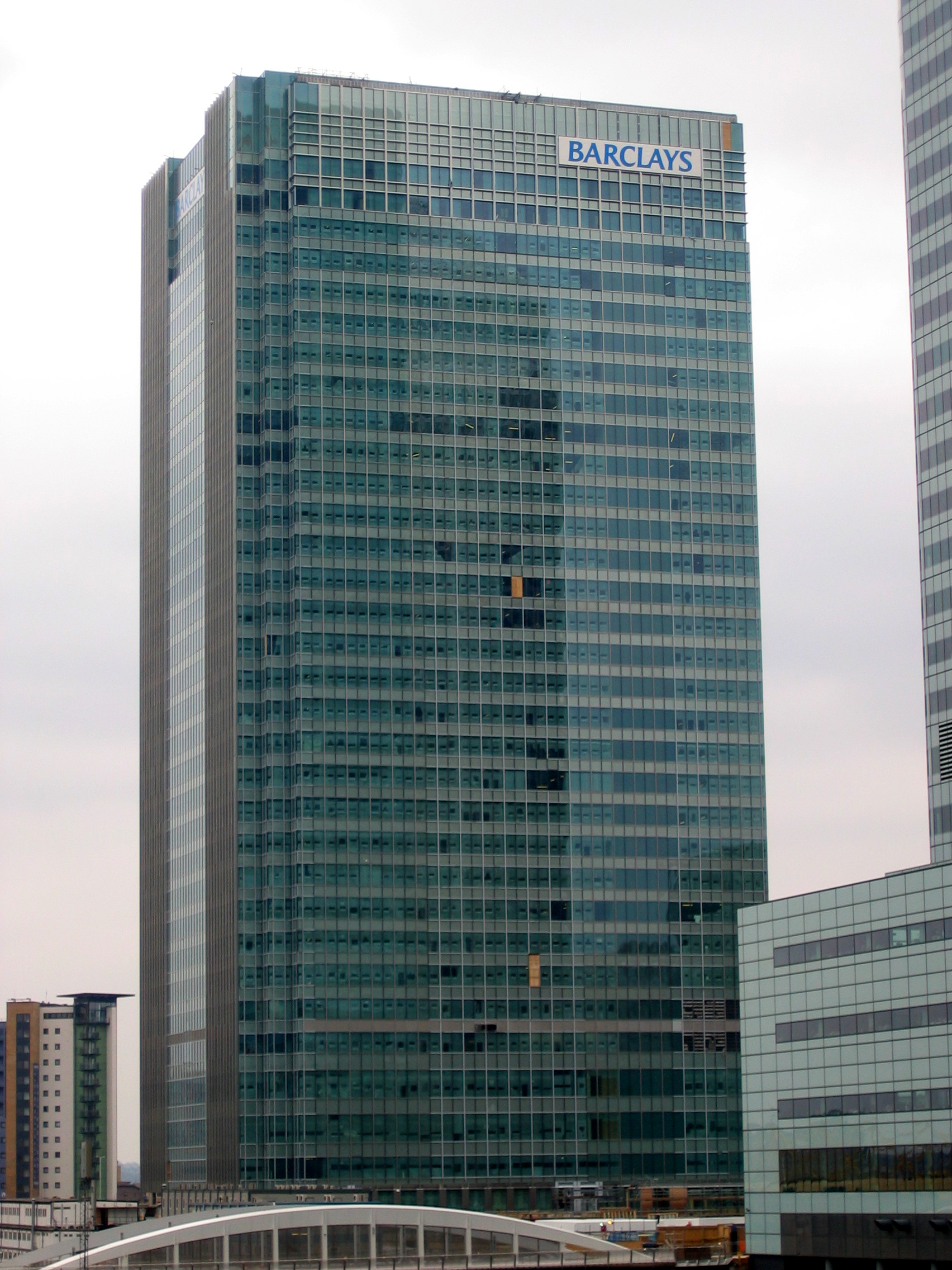
ساختمان دفتر مرکزی بانک بارکلیز در شهر لندن.

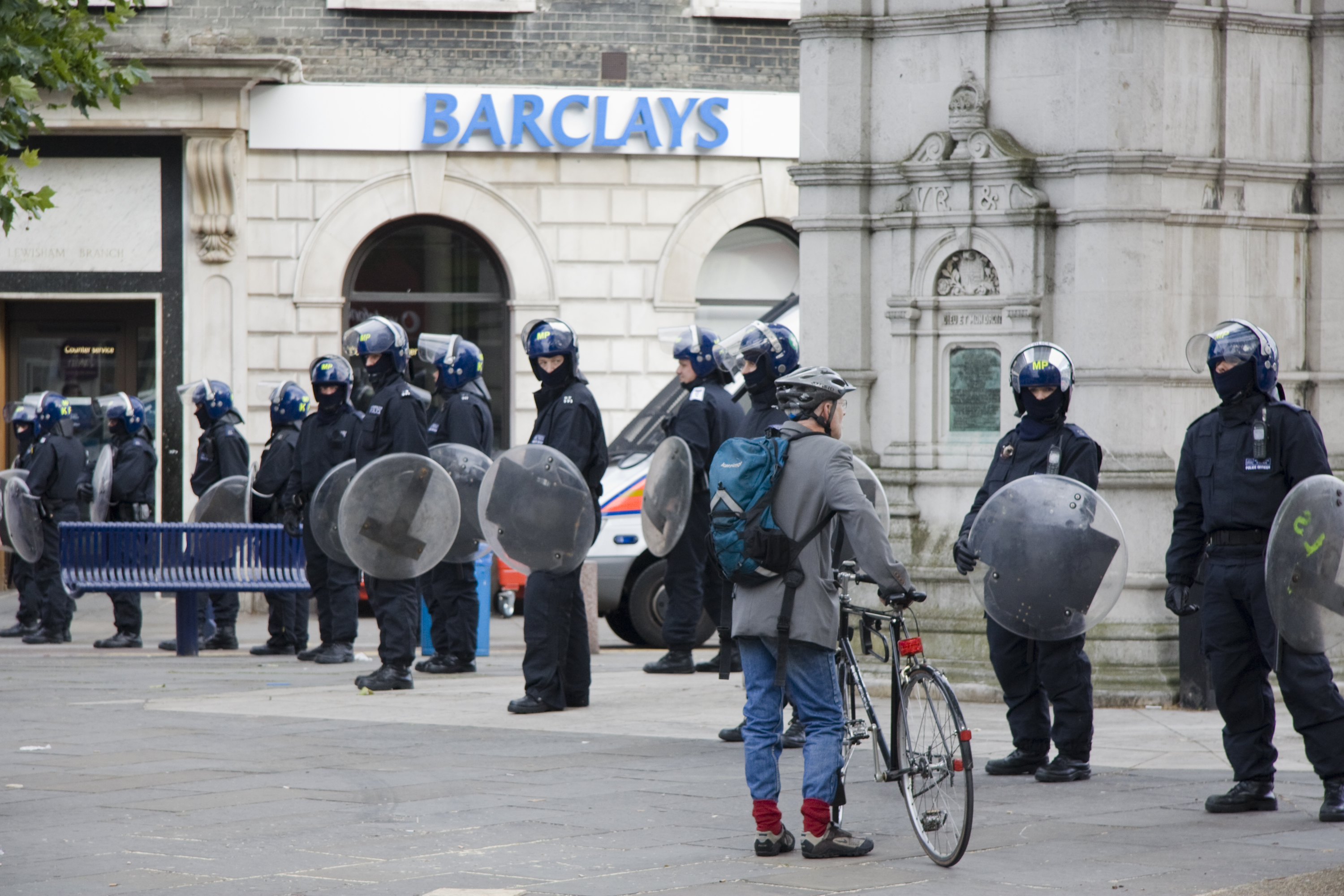
پلیس ضدشورش در حال محافظت از یکی از شعب بانک بارکلیز در طی شورش‌های ۲۰۱۱ انگلستان.

بارکلیز (به انگلیسی: Barclays) بانک و مؤسسه مالی معتبر بین‌الملی است، که در سال ۱۶۹۰ میلادی توسط جان فریمه تأسیس شد. دفتر مرکزی بانک بارکلیز در شهر لندن، بریتانیا قرار دارد. این بانک، یکی از مهم‌ترین بانک‌ها در بریتانیا محسوب می‌شود.
شاخهٔ سرمایه‌گذاری بانک بارکلیز در بازارهای بین‌الملی سهام، «بانک سرمایه‌گذاری بارکلیز» (به انگلیسی: Barclays Investment Bank) نام دارد. نام قبلی این شاخه «بارکلیز کاپیتال» (به انگلیسی: Barclays Capital) بود.

## رتبه اعتباری
در تاریخ ۲۱ ژوئن ۲۰۱۲ میلادی، مؤسسه مودی که به اعتبارسنجی رتبهٔ اعتباری بانک‌ها و مؤسسات مالی عمده جهان می‌پردازد، رتبه اعتباری بانک بارکلیز را کاهش داد. کاهش رتبه اعتباری بانک‌ها و مؤسسات مالی، قرض‌کردن پول در بازارهای مالی را برای آن‌ها مشکل‌تر می‌کند.

## جنجال‌های مرتبط با بانک بارکلیز

### ارتباط با رژیم آپارتاید در آفریقای جنوبی
بانک بارکلیز در دههٔ ۱۹۸۰ میلادی به انجام خدمات بانکی و اعتباری به رژیم آپارتاید در آفریقای جنوبی می‌پرداخت. این تصمیم بانک بارکلیز باعث شده بود تا برخی از منتقدان این بانک از آن با عنوان تمسخرآمیز «بانک بوئرکلیز» یاد کنند.

### حمایت مالی از دولت زیمبابوه
بانک بارکلی و دو مؤسسه مالی بریتانیایی، در مجموع مبلغی معادل ۱ میلیارد دلار به حکومت رابرت موگابه در زیمبابوه کمک کرده‌اند. رابرت موگابه به دلیل سیاست‌های افراط‌گرایانه اقتصادی، نقض حقوق بشر و سرکوبی مخالفان سیاسی‌اش هم‌واره تحت انتقاد محافل جهانی قرار داشته است.

### نقض تحریم‌های ایران
در سال ۲۰۱۰ میلادی، وزارت دادگستری ایالات متحده آمریکا، دو بانک بریتانیایی لویدز و بارکلیز را متهم کرد که برای گشایش اعتبار در قبال دریافت مبالغ هنگفتی به عنوان «کارمُزد»، به نقل و انتقال پول برای مؤسسات و شرکت‌های وابسته به دولت ایران از جمله بنیاد کوثر و هم‌چنین شرکت‌های زیرمجموعه سپاه پاسداران انقلاب اسلامی، می‌پرداخته‌اند و به این ترتیب تحریم‌های علیه ایران را نقض کرده‌اند. از جمله اتهامات بانک بارکلیز، حذف مشخصات حواله‌های بانکی صادره از ایران و پول‌شویی عنوان شده بود.
در نهایت بانک بارکلیز با قبول اتهامات دادگستری آمریکا، اقدام به پرداخت مبلغ «۲۹۸ میلیون دلار» به عنوان جریمه به دولت ایالات متحده آمریکا کرد.

### دست‌کاری و دروغ‌گویی دربارهٔ ثبات مالی
در تاریخ ۲۷ ژوئن ۲۰۱۲ میلادی، سازمان خدمات مالی بریتانیا، بانک بارکلیز را به «دست‌کاری و دروغ‌گویی» دربارهٔ هزینه دریافت وام و نرخ بهره استقراض متقابل بین‌بانکی محکوم کرد. بر اساس این حکم بانک بارکلیز در فاصله سال‌های ۲۰۰۵ تا ۲۰۰۹ با غرض‌کردن پول از دیگر بانک‌ها و موسسات مالی به گونه‌ای وانمود کرده که از نظر مالی دارای ثبات بالایی است و بر این اساس میزان سود خالص بانک را بیشتر از مقدار واقعی آن به سرمایه‌گذاران نشان داده است. سازمان خدمات مالی بریتانی، بانک بارکلیز را به پرداخت ۲۹۰ میلیون پوند جریمه محکوم کرد.
در پی این رسوایی، مارکوس آگیوس، رئیس بانک بارکلیز، از مقام خود استعفا داد. سرانجام باب دایاموند، مدیر عامل و مدیر اجرایی این بانک نیز از مقام خود استعفا داد.
به خاطر دست‌کاری بانک بارکلیز در نرخ بهره بین‌بانکی، میلیون‌ها وام‌گیرنده در پادشاهی متحده در این فاصله زمانی، بهره‌هایی با نرخ بسیار کمتر یا بسیار بیشتر پرداخته‌اند.

## حمایت از فعالیت‌های ورزشی

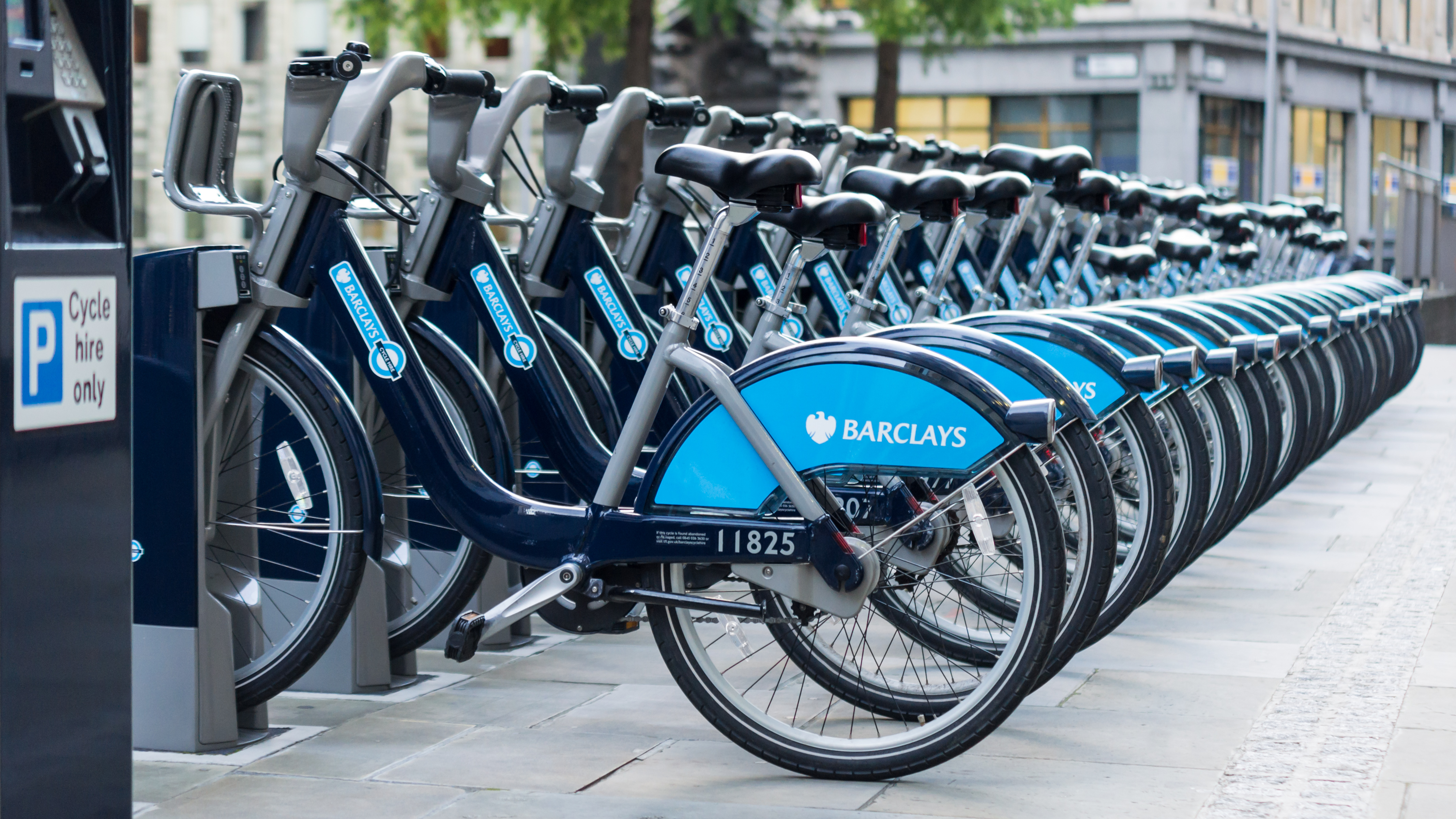
دستگاه خودکار تحویل دوچرخه در لندن در طرح کرایه دوچرخه بارکلیز.

بارکلیز تا کنون حامی مالی بسیاری از لیگ‌های فوتبال و مسابقات تنیس بوده است. این شرکت همچنین حامی طرح ۲۵ میلیون پوندی «کرایه دوچرخه بارکلیز» در لندن از آغازش در ۲۰۱۰ تا ۲۰۱۵ بود.